# Филаделфия (филм)
Вижте пояснителната страница за други значения на Филаделфия.
Филаделфия е американски филм от 1993 година, в който участват Том Ханкс, Дензъл Уошингтън и Антонио Бандерас. Той е един от първите филми в Америка, които засягат предразсъдъците свързани с ХИВ/СПИН, хомосексуалността и хомофобията в обществото. Филмът е направен по истински случай, с адвоката Джефри Бауърс, който умира от СПИН през 1987 година, два месеца след като завежда дело за дискриминация срещу фирмата, която го уволнява. Филмът е номиниран за 5 Оскара и получава два - за най-добра мъжка роля (Том Ханкс) и за най-добра музика, на Брус Спрингстийн за песента „Улиците на Филаделфия“ (Streets of Philadelphia).